# Глінник (Підляське воєводство)
Глінник (пол. Glinnik) — село в Польщі, у гміні Бранськ Більського повіту Підляського воєводства.
Населення — 162 особи (2011).
У 1975—1998 роках село належало до Білостоцького воєводства.

## Демографія
Демографічна структура станом на 31 березня 2011 року:
|          | Загалом | Допрацездатний вік | Працездатний вік | Постпрацездатний вік |
| -------- | ------- | ------------------ | ---------------- | -------------------- |
| Чоловіки | 86      | 16                 | 56               | 14                   |
| Жінки    | 76      | 18                 | 35               | 23                   |
| Разом    | 162     | 34                 | 91               | 37                   |